# Guglielmo I d'Inghilterra
Guglielmo il Conquistatore, conosciuto come Guglielmo I d'Inghilterra e Guglielmo II di Normandia (Falaise, 8 novembre 1028 – Rouen, 9 settembre 1087), è stato un condottiero normanno, duca di Normandia dal 1035 e re d'Inghilterra dal 1066 fino alla sua morte.
Sebbene chiamato anche Guglielmo il Bastardo (in francese Guillaume le Bâtard) perché illegittimo o comunque nato da una unione non canonica non riconosciuta dalla Chiesa, era comunque chiamato "il Conquistatore" (in inglese "the Conqueror", in francese "le Conquérant") già prima del 1066, per le sue vittorie sui Bretoni e per la conquista del Maine.
Guglielmo ascese al trono d'Inghilterra dopo la vittoria nella battaglia di Hastings, con la quale cominciò la conquista normanna, sconfiggendo il re sassone Aroldo II. L'epopea della conquista e le ragioni della guerra sono rappresentate nel famoso Arazzo di Bayeux.
Diede vita al primo censimento delle proprietà inglesi (il Domesday Book), che permetteva al re di avere conoscenza diretta di tutti i proprietari terrieri senza passare attraverso i loro feudatari, anzi convocandoli tutti, nel 1086 a Salisbury, dove li fece giurare che sarebbero stati fedeli al loro re contro ogni altro uomo. Guglielmo è considerato il fondatore del governo centrale in Inghilterra e uno dei primi costruttori della monarchia costituzionale.
Con il suo regno ebbe inizio la dinastia dei Normanni, la quale, comprendendo anche i rami femminili e cadetti che si sono avvicendati, siede tuttora sul trono inglese: tutti i sovrani d'Inghilterra suoi successori sono infatti suoi discendenti diretti.

## Origine
Secondo il monaco e cronista normanno Guglielmo di Jumièges, autore delle Historiæ Normannorum Scriptores Antiqui, Guglielmo era l'unico figlio del sesto signore della Normandia, il quarto a ottenere formalmente il titolo di Duca di Normandia, Roberto I il Magnifico e di Herleva di Falaise detta anche Arletta (1010 circa –1050 circa), di umili origini, figlia di Fulberto o Herberto, un cameriere del duca (Herleva Fulberti cubicularii ducis filia) e della moglie Duda o Duwa, come ci conferma la Chronica Albrici Monachi Trium Fontium, che potrebbe essere stata figlia del conciatore Fulberto, forse preparatore di salme.

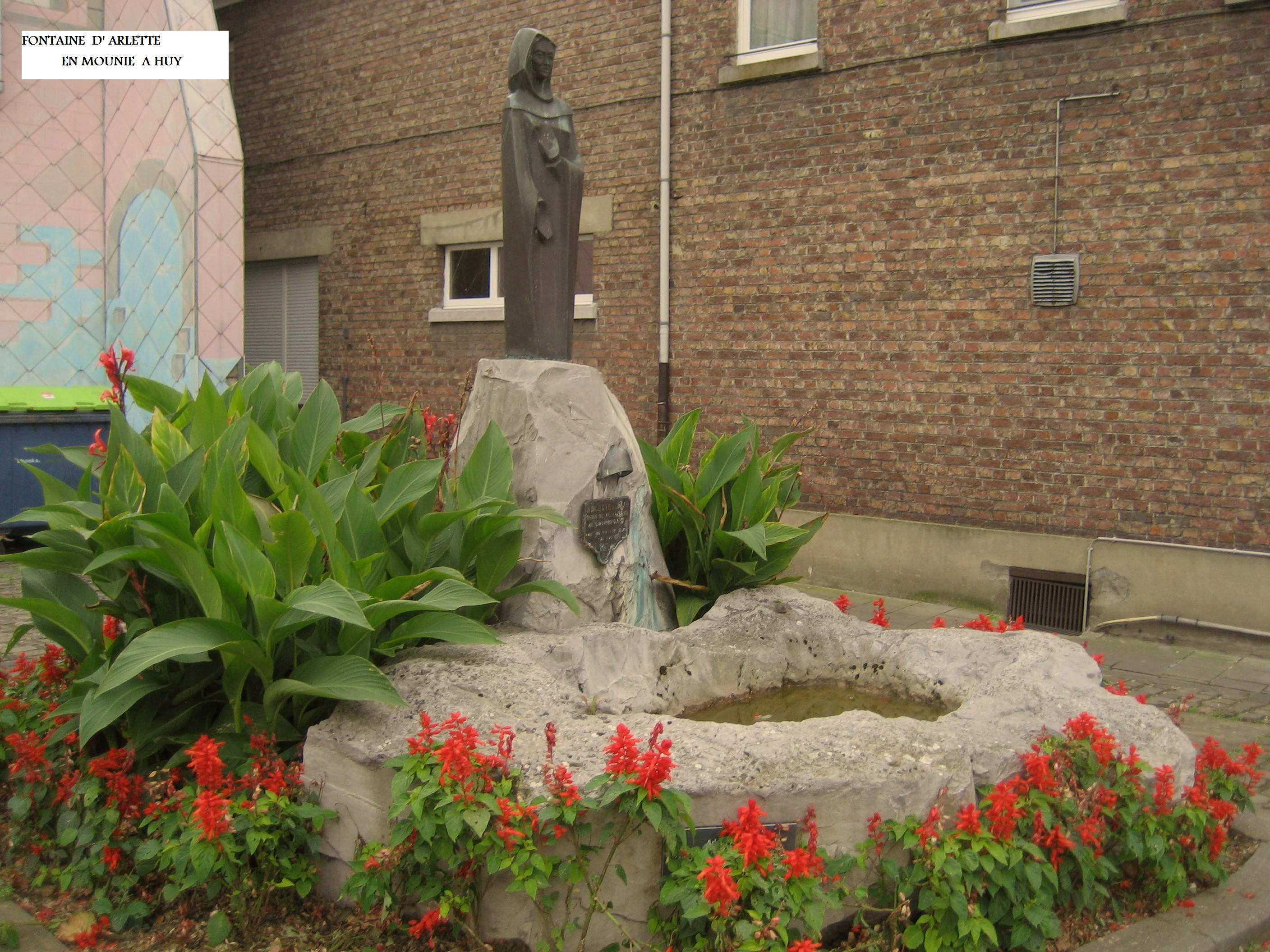
Statua di Arlette a Huy, Belgio. Vedi il romanzo Arlette di Freddy Van Daele, pubblicato da Alfred Van Daele a Hosdent-sur-Mehaigne nel 2004.

Roberto I il Magnifico, sempre secondo Guglielmo di Jumièges, era il figlio secondogenito del quarto signore della Normandia e il secondo a ottenere il titolo formale di Duca di Normandia, Riccardo II e di Giuditta di Bretagna che era sorella di Goffredo I di Bretagna, quindi era figlia del conte di Rennes e duca di Bretagna, Conan I il Torto e della moglie, Ermengarda d'Angiò (come ci viene confermato dal monaco Rodolfo il Glabro, uno dei maggiori cronisti d'età medievale), figlia del terzo Conte di Angiò, Goffredo I Grisegonelle e di Adele di Vermandois, figlia di Roberto di Vermandois, conte di Meaux e di Troyes.

## Biografia

### Infanzia
Nacque a Falaise in Normandia, da un'unione more danico (ossia secondo l'uso vichingo, pagano, e considerata illegittima dalla Chiesa), nell'anno in cui suo padre, Roberto, conte di Hiesmois, si era ribellato al proprio fratello il duca di Normandia Riccardo III e aveva posto il campo a Falaise (la città capoluogo della sua contea); Roberto, sconfitto, si sottomise e fu concordata la pace.
Riccardo III, poco dopo essere rientrato a Rouen, morì, avvelenato. Anche il monaco e cronista inglese Orderico Vitale ritiene che Riccardo sia stato avvelenato (Richardus III veneno, non plene biennio peracto, periit). Infine, secondo Wace, nel suo Roman de Rou, l'avvelenamento di Riccardo III fu opera di suo fratello, Roberto, la persona che più aveva da guadagnare dalla sua morte. Infatti Roberto divenne duca di Normandia, diseredando e spodestando del titolo ducale il nipote, Nicola, come confermano Guglielmo di Jumièges, Orderico Vitale e il cronista Robert di Torigny.
Roberto, nel 1034, decise di fare un pellegrinaggio a Gerusalemme; prima di partire, non avendo eredi legittimi, volle risolvere il problema della sua successione per la quale scelse il figlio, allora di soli sei anni, Guglielmo, avuto da Herleva, sua concubina. Convocò un consiglio generale in cui tutti i nobili, anche i più riluttanti, dovettero accettare tale successione. Nell'occasione furono nominati per lui, nel caso in cui Roberto non fosse tornato dalla Terra Santa (anche se era considerato molto improbabile, in quanto Roberto godeva di ottima salute e aveva solo 25 anni), i quattro tutori del ducato:
- Gilberto, conte d'Eu e conte di Brionne, cugino di Roberto (nipote del duca Riccardo Senza Paura)
- Osberno di Crepòn, siniscalco del ducato
- Toroldo di Neufmarche, precettore di Guglielmo e probabilmente connestabile del ducato
- Alano III, duca di Bretagna e conte di Rennes, cugino di Roberto.

Il re di Francia Enrico I concesse il suo assenso, per cui nel febbraio 1035 Roberto partì e raggiunse Gerusalemme senza problemi, ma sulla via del ritorno, a Nicea, si ammalò improvvisamente e il 2 luglio morì.

### Duca di Normandia
All'età di circa 8 anni, Guglielmo venne proclamato duca, malgrado, poco tempo dopo, due dei suoi tutori venissero assassinati: il precettore Turoldo e il Siniscalco Osberno di Crepòn. Incominciarono le ribellioni e molto probabilmente Guglielmo fu affidato alla tutela del prozio, Roberto il Danese (?-1037), arcivescovo di Rouen e conte d'Évreux, e, dopo la sua morte, alla tutela del nuovo arcivescovo di Rouen, Mauger, fratellastro di suo padre (figlio di Riccardo II di Normandia e di Papie (o Papia), come ci conferma Guglielmo di Jumièges), che, nel 1042, proclamò, per la prima volta in Normandia, la Tregua di Dio.
Però, nel 1040, morirono anche gli ultimi due tutori di Guglielmo: Alano III, mentre assediava un castello ribelle nei pressi di Vimoutiers, morì improvvisamente e, se si presta fede a Orderico Vitale, fu avvelenato dagli stessi normanni (la morte di Alano III, nel 1040, è documentata anche dallo Ex Chronico Britannico); Gilberto di Brionne, rimasto unico tutore, fu ucciso in quello stesso anno, mentre stava cavalcando; ma Guglielmo di Jumièges dice che gli assassini avevano agito su mandato del cugino di Gilberto, Rodolfo, signore di Gacé (Rodulfus de Waceio filii Roberti archiepiscopi), figlio secondogenito dell'Arcivescovo di Rouen e Conte di Évreux, Roberto; infine Robert di Torigny si limita a dire che Gilberto fu ucciso da Rodolfo (Radulfo de Waceio filio Roberti archiepiscopi Rothomagensis), che era suo cugino (i loro padri, Goffredo e Roberto, erano fratelli o fratellastri).
Questo duplice delitto aveva gettato la regione nell'anarchia. Di conseguenza Guglielmo, nominato proprio Rodolfo di Gacé o Wacy alla guida dell'esercito, fu costretto a combattere per recuperare il suo castello di Falaise, per ridurre all'obbedienza ampie fasce di sedizione, per controllare le continue contrapposizioni fra Normanni e Angioini, per arginare le ambizioni del Duca di Bretagna e del sovrano francese, e infine per amministrare le frequenti lotte fra baroni e vassalli minori.
La rivolta esplose nel 1047, con una congiura ordita da parte dei feudatari del Bessin e del Cotentin, per catturare Guglielmo il Bastardo a Valognes e sostituirlo (proprio per il fatto che era figlio illegittimo del duca Roberto I) nel governo del ducato con un suo cugino borgognone, Guido conte di Vernon e di Brionne. Sfuggito alla cattura Guglielmo chiese l'aiuto del re di Francia, Enrico I, che intervenne di persona, avendo così modo di sdebitarsi dell'aiuto ricevuto a suo tempo dal padre di Guglielmo il Bastardo, Roberto I il Magnifico, nel 1031. L'esercito franco-normanno guidato da re Enrico e da Guglielmo sconfisse i ribelli nella piana di Val-ès-Dunes (vicino a Chicheboville), situata a 12 km a sud-est di Caen, permettendo a Guglielmo di mantenere il titolo ed in seguito, dopo aver occupato Brionne e scacciato Guido di Borgogna dalla Normandia, gli consentì di prendere le redini del potere.
L'anno dopo (1048) Enrico I ricevette l'aiuto di Guglielmo (come ci conferma il religioso e cronista normanno, Guglielmo di Poitiers, nel suo The Gesta Guillelmi) che compì una spedizione in Angiò, dove si distinse per valore e abilità strategica, in sostegno di Enrico che combatteva contro il conte d'Angiò, Goffredo II Martello. Guglielmo proseguì la guerra contro il conte d'Angiò anche l'anno dopo, il 1049. Fermò Goffredo d'Angiò, che aspirava di togliere il Maine al conte Eriberto II, recuperò le città normanne di Alençon e di Domfront, annesse il Passais; e impose la sua autorità anche a Mont Saint-Michel. Una volta restaurato l'ordine graziò i suoi nemici e li reinvestì dei loro feudi in cambio della sottomissione; sancì un accordo di pace con la costruzione a Caen di un castello e della chiesa di Sainte Paix, fra il 1049 e il 1051.

Non tutti i suoi nemici furono graziati, secondo Guglielmo di Jumièges, il conte di Mortain, Guglielmo Guerlenc, nipote di Riccardo I di Normandia, sospettato di tradimento durante il complotto del 1047, privato della contea e bandito dal ducato, ebbe il permesso di recarsi in Puglia, accompagnato da un solo scudiero e il duca Guglielmo il Bastardo elevò a conte di Mortain, al posto di Guglielmo Guerlenc, il fratellastro, Roberto, che, oltre alla contea di Mortain, aveva ricevuto diversi feudi; anche Guglielmo Busac, conte di Eu, e Guglielmo d'Arques, conte d'Arques, che avevano sfidato l'autorità del duca, furono privati dei loro feudi e dovettero rifugiarsi, rispettivamente il Busac a Boulogne e il conte d'Arques, alla corte di Francia; Guglielmo d'Arques, asserragliato su un'altura, si era arreso solo per fame dopo alcuni mesi.
In quegli stessi anni, nominò vescovo di Bayeux, come successore di Ugo II di Bayeux, l'altro fratellastro, Oddone.
Guglielmo, nel 1051, si era recato in Inghilterra, con ampio seguito come testimoniano la The Anglo-Saxon Chronicle a trovare il cugino (entrambi discendevano da Riccardo I di Normandia), il re d'Inghilterra, Edoardo il Confessore facendo menzione che, in caso di morte di Edoardo senza eredi, si considerava un pretendente al trono d'Inghilterra. Guglielmo il Bastardo, al ritorno dall'Inghilterra, era quindi sicuro di aver ricevuto una sorta di promessa di successione al trono da parte del cugino.
Guglielmo, nel 1052, decise di sposarsi, e la sua scelta ricadde sulla cugina, Matilde delle Fiandre (1032 - 1083), che, secondo la Genealogica Comitum Flandriæ Bertiniana, era figlia di Baldovino V, conte delle Fiandre, e della sorella del re di Francia, Enrico I, Adele di Francia, che secondo la Genealogiæ Scriptoris Fusniacensis era figlia del re di Francia, Roberto II, detto il Pio. Il matrimonio venne celebrato, nel 1053 a Eu, nell'alta Normandia, a dispetto del divieto, per consanguineità, al loro matrimonio, che era stato deciso da papa Leone IX durante il concilio di Reims, nel 1049 e Mauger lo zio arcivescovo scomunicò Guglielmo, anche perché suo fratello, Guglielmo d'Arques, era stato esiliato. 
Si dovette attendere il pontificato di Nicola II, nel 1059, perché la coppia fosse assolta, a prezzo tuttavia d'una penitenza: quella di fondare due monasteri benedettini a Caen. Furono così costruite l'abbazia detta degli uomini, dedicata a Santo Stefano e l'abbazia detta delle donne, dedicata alla Santa Trinità.
Nel 1055, l'Arcivescovo di Rouen, Mauger fu deposto con l'accusa di essere un prelato troppo mondano, dal concilio convocato a Lisieux da Guglielmo, e al suo posto vi fu insediato Maurilio.
Il matrimonio con Matilde saldò così un'alleanza fra i due più potenti principati del nord della Francia. Il re di Francia, Enrico I, temendo questa alleanza tra Normandia e Fiandre, mutò ben presto la sua politica amichevole nei confronti di Guglielmo; infatti, fatta la pace col conte d'Angiò, Goffredo II Martello, insieme invasero la Normandia due volte, nel 1054 e ancora nel 1058, ma in entrambe le occasioni Enrico subì delle cocenti sconfitte: la prima volta a Mortemer non lontano da Aumale; la seconda a Varaville, presso la foce del Dives. La guerra proseguì ancora per poco e poi fu intavolata una trattativa di pace, nel corso della quale Enrico I morì (4 agosto 1060). Nel frattempo, nel corso del 1056, Guglielmo riuscì a riportare nel Maine il conte del Maine, Eriberto II, che si era rifugiato in Normandia, perché scacciato dalla sua contea da Goffredo II Martello d'Angiò; e, siccome Erberto II non aveva eredi, stipulò un contratto di fidanzamento tra suo figlio (di pochi anni) Roberto e Margherita, la sorella di Eriberto, con la clausola che, alla morte di Eriberto II, sempre senza eredi, il futuro genero, Roberto avrebbe ereditato la contea.
Nel 1062, alla morte di Erberto II, ancora senza eredi, Guglielmo, contro la volontà popolare, occupò il Maine a nome di Margherita e Roberto, e, dopo aver fatto imprigionare i successori di Eriberto, Biota del Maine († ca. 1064), figlia di Eriberto I detto Evigilans canis (Cane Sveglio), e suo marito, Gualtiero I († ca. 1064), conte del Vexin e di Amiens (secondo Orderico Vitale Biota e Gualtiero morirono avvelenati), continuò a occupare la contea anche dopo la morte di Margherita, avvenuta nel 1063, senza essersi ancora sposata (Orderico Vitale ricorda che Margherita quando morì, non era ancora in età da marito).
Sia Guglielmo di Jumièges che il cronista e monaco benedettino dell'abbazia di Malmesbury, nel Wiltshire (Wessex), Guglielmo di Malmesbury, confermano che Guglielmo, verso il 1063, ottenne un giuramento di fedeltà da Harold Godwin(e)son o Aroldo, Conte di Wessex (per poter ritornare in Inghilterra, Aroldo fu costretto a giurare a Guglielmo che lo avrebbe aiutato, per la successione sul trono inglese, dopo la morte di Edoardo il Confessore); Guglielmo di Jumièges nel capitolo XXXI del libro VII delle Historiæ Normannorum Scriptores Antiqui, racconta che Aroldo, dopo aver attraversato La Manica, approdò sulle coste del Ponthieu (pare che Aroldo, navigando nella Manica, per raggiungere Dover, sia stato colto da una tempesta che spinse la nave verso le sponde del continente) e fu catturato da Guido, conte di Abbeville; dopo che Aroldo era stato liberato da Guglielmo il padre di Adeliza, Aroldo visse in Normandia, partecipando anche a una spedizione contro i Bretoni, e dopo che aveva fatto atto di sottomissione a Guglielmo, gli fu promessa in sposa una delle figlie di Guglielmo, Adeliza; Guglielmo di Malmesbury, nel suo Chronicle of the Kings of England, ricorda che Adeliza (pur non nominandola), ancora bambina, era stata promessa ad Aroldo, dopo che quest'ultimo era stato liberato da Guglielmo a cui aveva giurato fedeltà.

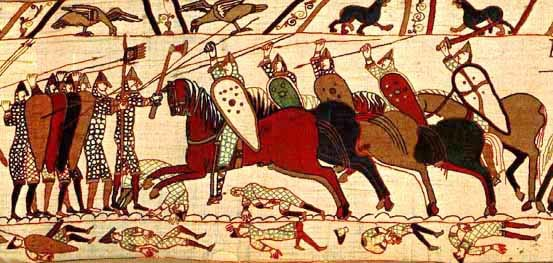
Rappresentazione medioevale di una carica della cavalleria normanna (arazzo di Bayeux).

### Successione al trono d'Inghilterra
lI 5 gennaio 1066, moriva il re d'Inghilterra, Edoardo il Confessore, seppellito nell'Abbazia di Westminster, consacrata da appena nove giorni, il 28 dicembre 1065. Il giorno del funerale Harold Godwinson conte di Wessex, cognato del defunto, si fece incoronare re, in sprezzo delle profezie annunciate dall'apparizione della cometa di Halley, scavalcando Edgardo Atheling, il legittimo successore di Edoardo in quanto nipote del fratellastro di Edoardo il Confessore, il re Edmondo II d'Inghilterra, detto Ironside. Aroldo II (Harold Godwinson) sapeva delle pretese di Guglielmo il Bastardo che, nel 1051, aveva ricevuto la promessa di essere nominato erede di Edoardo il Confessore e, secondo le fonti normanne, quando Aroldo era stato in Normandia aveva prestato giuramento di fedeltà a Guglielmo, rinunciando a ogni pretesa di successione al trono d'Inghilterra. Questo giuramento è documentato dall'arazzo di Bayeux.
Guglielmo, appena apprese la notizia dell'incoronazione di Aroldo, inviò messaggeri in Inghilterra per ricordare allo stesso Aroldo la promessa fattagli e poi in tutta Europa per denunciarne lo spergiuro e quindi, con l'approvazione del Papa Alessandro II, progettò l'invasione dell'Inghilterra. Chiamò alle armi tutti i feudatari del ducato e inviò richiesta di aiuto a volontari da tutto il nord Europa e dalle Puglie: Guglielmo riuscì a raccogliere circa 2.000 cavalieri (di cui 1.200 normanni), con circa 2.500 cavalli, e circa 3.000 altri uomini tra arcieri, armigeri a piedi e addetti alle barche da trasporto; e inoltre ordinò che in tutto il ducato si predisponessero natanti per il trasporto delle truppe ed equipaggiamenti e viveri necessari per l'impresa (gli Scriptores rerum gestarum Willelmi Conquestoris elencano i principali fornitori di navi utili alla spedizione, tra cui il fratellastro, Oddone di Bayeux, il cugino Nicola, a cui suo padre Roberto aveva sottratto il ducato di Normandia e l'altro cugino Guglielmo, Conte di Évreux).
Una parte della flotta si raccolse alla foce del Dives e solo dopo un mese ebbe il vento favorevole per unirsi al resto della flotta alla foce della Somme.
Ora le circa 700 imbarcazioni erano pronte alla traversata, ma il vento per tutto il mese di settembre non fu favorevole, e, mentre Guglielmo organizzava processioni di reliquie per avere condizioni atmosferiche favorevoli, un altro pretendente al trono d'Inghilterra, il re di Norvegia Harald III detto "Spietato" era giunto, nel mese di settembre, sulla costa orientale inglese e aveva risalito il corso del fiume Humber, sbarcando nei pressi di York dove, in uno scontro campale, il 20 settembre, aveva riportato una vittoria contro l'esercito dei conti del Nord Edwin di Mercia e Morcar di Northumbria nella battaglia di Fulford. Aroldo II, che aveva ammassato le sue truppe sulle coste meridionali in attesa di Guglielmo il Bastardo, dovette spostarle in tutta fretta verso York sul fiume Derwent: qui l'esercito di Harald Hardrada venne colto di sorpresa e sconfitto nella battaglia di Stamford Bridge, vicino a York, il 25 settembre 1066 dalle forze di Aroldo II d'Inghilterra. Harald III morì nel corso della battaglia, colpito da una freccia alla gola. La vittoria di Aroldo II fu completa, però indebolì le sue truppe che, poi, furono sconfitte nella battaglia di Hastings.

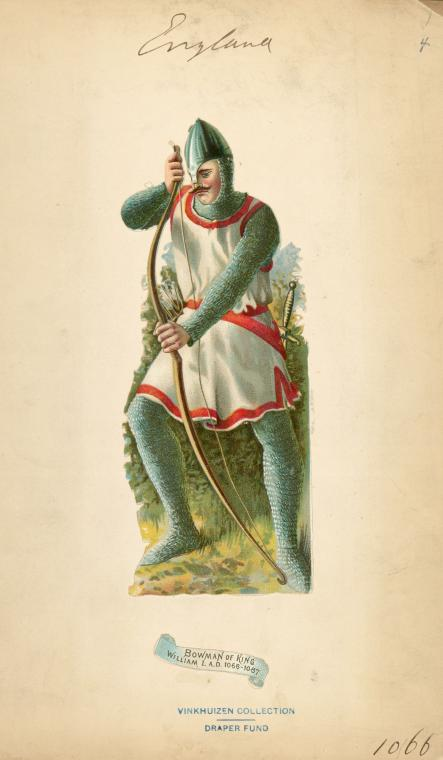
Disegno raffigurante un arciere normanno durante la battaglia di Hastings.

### La battaglia di Hastings
Guglielmo salpò da Saint-Valery-sur-Somme il 28 settembre 1066 alla testa di un esercito di circa 5.000 uomini; una volta sbarcato nella baia di Pevensey, nel Sussex, si diresse sul borgo di Hastings e il 29 settembre incominciò a fortificarlo. 
Secondo una certa tradizione tramandata dai cronisti, al momento dello sbarco in Inghilterra, mentre scendeva dalla propria nave, Guglielmo sarebbe scivolato e caduto rovinosamente sulla spiaggia causando un certo nervosismo tra gli uomini che lo attorniavano, i quali vedevano in quella caduta un pessimo presagio per la prosecuzione dell'impresa. Conscio di dover agire immediatamente, altrimenti il morale del suo esercito ne avrebbe risentito, Guglielmo avrebbe affondato profondamente le mani nella sabbia e, dopo averne preso una grossa manciata, si sarebbe alzato in piedi e, mostrando a tutti coloro che la circondavano, avrebbe esclamato: «Ecco che rivendico il mio diritto soggiogando la terra inglese!», rovesciando così il cattivo presagio e galvanizzando i suoi guerrieri. Tuttavia sussistono molti dubbi sul fatto che l'episodio sia veramente accaduto, in quanto ricalca praticamente pari pari lo stesso aneddoto che gli autori latini attribuiscono a Scipione l'Africano al momento del suo sbarco in Africa nel 204 a.C. durante la Seconda Guerra Punica, il che fa pensare che i cronisti dell'epoca si siano ispirati alle antiche cronache latine adattandole alle allora esigenze di nobilitare l'impresa di Guglielmo, usanza molto comune all'epoca dei fatti.
Aroldo, che si trovava a York, appena ricevette la notizia dello sbarco fu costretto a ritornare a sud, costringendo il suo sparuto esercito a una marcia forzata, mentre l'esercito del Nord dei conti Edwin di Mercia e Morcar di Northumbria, con la cavalleria, l'avrebbe seguito in un secondo tempo. Il 6 ottobre Aroldo arrivò a Londra, dove raccolse altre truppe e il 13 ottobre, senza attendere Edwin e Morcar (molto probabilmente Aroldo II d'Inghilterra aveva fretta di difendere il Sussex, sua contea di origine, non volendo che fosse conquistata da Guglielmo), si accampò sul colle di Senlac, bloccando in questo modo Guglielmo e obbligandolo ad attaccare in salita nella pianura di Telham Hill.
Il mattino del 14 ottobre, sotto il drago del Wessex, i guerrieri sassoni erano schierati sul colle in una formazione stretta e compatta: i loro scudi formavano un muro per la fanteria normanna, che fino a metà mattina caricò lo schieramento sassone senza mai riuscire ad avere la meglio; una finta ritirata della cavalleria normanna portò però una parte dei sassoni all'inseguimento del nemico, rompendo la compattezza della formazione sassone e lasciando un varco in cui si gettò la cavalleria normanna, che era tornata indietro e che in poco tempo accerchiò i sassoni. Questi combatterono a lungo, resistendo per ore, anche dopo la morte del loro re Aroldo, colpito in un occhio da una freccia, ma verso la fine della giornata vennero sopraffatti dai normanni, condotti alla vittoria dall'uso dell'arco e dall'impiego della cavalleria.
La battaglia si concluse con la vittoria di Guglielmo, che venne creduto morto, a differenza del sovrano sassone, che morì veramente. Orderico Vitale riporta un resoconto della battaglia ed elenca i principali cavalieri normanni e franchi, tra cui Eustachio II di Boulogne, William FitzOsbern, I conte di Hereford, Guglielmo d'Évreux, che furono presenti alla battaglia insieme ad altri personaggi di rilievo quali Urso d'Abetot futuro sheriffo di Worcestershire negli anni a venire.
La campagna di Guglielmo è testimoniata dall'Arazzo di Bayeux, commissionato per la cattedrale di Bayeux dal vescovo Oddone e fatto eseguire dalla Regina Matilde.
Secondo alcune fonti, Guglielmo I è stato il primo sovrano d'Europa a fare uso del coprifuoco, infatti, dopo la vittoria della battaglia di Hastings, impose lo spegnimento di tutti i fuochi alle otto di sera. Questo metodo aveva lo scopo di tenere la popolazione nelle loro abitazioni e destabilizzare la nascita di movimenti sediziosi da parte degli Angli. Lo storico Walter Victor Hutchinson (1887-1950) sosteneva che, sempre in funzione anti-cospiratoria, Guglielmo I aveva proibito anche l'uso delle candele.

### Re d'Inghilterra

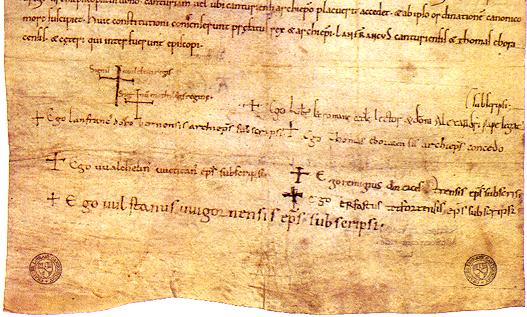
L'accordo di Winchester del 1072.

La via per Londra, dopo la vittoria di Hastings, era spianata. Cinque giorni dopo la battaglia di Hastings Guglielmo occupò Canterbury, poi Romney e quindi Dover. Nel frattempo il clero e la nobiltà sassone propendevano per eleggere re Edgardo Atheling, ma non ebbero l'appoggio dei conti Edwin di Mercia e Morcar di Northumbria, che si ritirarono nei loro possedimenti, mentre la regina Edith (vedova di Edoardo il Confessore e sorella di Aroldo) e il conte di Winchester appoggiavano l'elezione di Guglielmo che, guadato il Tamigi a Wallingford, passò per Berkhampstead e, arrivato nei pressi della capitale inglese, non trovò resistenza, anzi i londinesi gli andarono incontro e gli si sottomisero: tra loro vi fu Edgardo Aetheling, che gli offriva la corona. Guglielmo venne incoronato re d'Inghilterra il giorno di Natale del 1066 . Nella cultura alto medievale francese, il re diveniva tale solo con l'incoronazione, mentre nella cultura anglosassone diveniva tale subito dopo la morte del predecessore. Ciò spiega probabilmente la rapidità con cui in Francia si procedeva all'incoronazione, che invece in Inghilterra arrivava talvolta dopo mesi, a sancire a livello cerimoniale i poteri già solidamente detenuti del nuovo re. L'incoronazione a pochi mesi di distanza dalla battaglia di Hastings di Guglielmo il Conquistatore rifletté quindi la cultura dei conquistati.
Guglielmo si adoperò per una politica di conciliazione e confiscò solo i beni di coloro che gli si erano opposti con le armi, mentre coloro che erano rimasti neutrali o si erano schierati con lui, mantennero titolo e proprietà. Lasciato il governo degli affari inglesi a suo fratellastro, Oddone, vescovo di Bayeux, nel marzo del 1067 tornò in Normandia accompagnato da Edgardo Aetheling, Edwin, Morcar e altri nobili e il tesoro depredato in Inghilterra (da distribuire tra le chiese normanne), per celebrare il suo trionfo. Giunto nuovamente in Inghilterra a dicembre, Guglielmo si rese conto che le contee più lontane non si sarebbero sottomesse di propria volontà, per cui conquistata Exeter, feudo della madre di Aroldo II, Gytha Thorkelsdaettir, nel 1068, abbatté i ribelli a York, che appoggiavano Edgardo Aetheling (che si era dichiarato nuovamente re d'Inghilterra); poi dovette affrontare un'imponente armata navale danese, che sbarcò nell'Humber e si unì ai ribelli di Edgardo che aveva l'appoggio del re di Scozia Malcolm Canmore, riuscendo a sconfiggerli a sud dell'Humber e metterli in fuga; infine stroncò l'insurrezione del Conte Morcar, che fu imprigionato. Allora devastò lo Yorkshire, bruciando razziando e uccidendo (tanto che vent'anni dopo era ancora una landa desolata e da quel momento venne chiamato the Bastard anche dagli inglesi).
In questa fase delle operazioni di consolidamento Guglielmo fu affiancato dal fratellastro, Roberto di Mortain, che nel 1069 fu elevato a conte di Cornovaglia e ricevette in dono molti altri territori (nel 1086, nella compilazione del Domesday Book, a Roberto risultarono assegnate 797 manors (signorie): 248 in Cornovaglia, 54 nel Sussex, 75 nel Devon, 49 nel Dorset, 29 nel Buckinghamshire, 13 nell'Hertfordshire, 10 nel Suffolk, 99 nel Northamptonshire, 196 nello Yorkshire, e 24 nelle altre contee. Praticamente Roberto governava buona parte del sud ovest dell'Inghilterra e lo rendeva molto ricco); infatti dopo la vittoria e l'incoronazione di Guglielmo, Roberto era stato tra i principali collaboratori del fratellastro nella sottomissione del regno d'Inghilterra (periodo 1066-1069), mentre il fratello di Roberto, Oddone, era impegnato nel governo del nuovo regno. Nel 1067, tra marzo e dicembre, Oddone, come ci confermano Orderico Vitale e il Florentii Wigorniensis monachi Chronicon, Tomus II, fu reggente del regno d'Inghilterra, assieme a Guglielmo FitzOsborn, primo conte di Hereford, in quanto Guglielmo tornò in Normandia accompagnato da Edgardo Aetheling e da altri nobili inglesi, e, con il tesoro depredato in Inghilterra (da distribuire tra le chiese normanne), celebrò il suo trionfo.
Guglielmo però non era ancora riuscito a domare l'intera Inghilterra. Secondo la Cronaca Anglosassone, infatti, intorno al 1070 vaste circoscrizioni dell'isola erano lungi dal poter essere ritenute soggiogate e uno dei fulcri della sedizione era rappresentato dall'isola di Ely nei Fens, dove si era addensata la resistenza di un eterogeneo gruppo di ribelli, guidati da un noto bandito della zona che rispondeva all'appellativo di Hereward il Fuorilegge (Hereward the Wake). Comunque in quell'anno, secondo Orderico Vitale, Guglielmo, a Winchester, fu incoronato re d'Inghilterra, per la seconda volta dall'inviato di papa Alessandro II. In quello stesso anno il priore dell'abbazia di Bec Lanfranco di Pavia, che era consigliere di Guglielmo, divenne arcivescovo di Canterbury.
Nel 1071, portata a termine l'occupazione di tutto il territorio e ristabilita la pace nel Regno, Guglielmo cominciò a riorganizzare lo Stato, congedando l'esercito e premiandolo con cessioni di ampi terreni, sostituendo l'aristocrazia autoctona con i suoi fiduciari e dando inizio a un processo di normanizzazione che poté considerarsi terminato nel 1071, con Morcar in prigione, Edwin morto e Edgardo Aetheling alla corte di Scozia.
Questi fatti provocarono subito delle agitazioni alle quali aderirono anche gli scozzesi e, al fiume Tees Guglielmo fermò l'avanzata del Re di Scozia Malcolm Canmore, che fu costretto a negoziare la pace, a fare atto di sottomissione e a espellere Edgardo dalla Scozia. Nei confronti dei ribelli venne attuata una nuova campagna di repressione che durò fino al 1072, quando i rivoltosi desistettero e, giuratagli fedeltà, accettarono di fornire alla Corona dei cavalieri in grado di combattere per almeno quaranta giorni l'anno, di presentarsi alle convocazioni e di versare denaro alla Corona quando fosse stato necessario.
Per quel che riguarda il suo rapporto con la chiesa, Guglielmo continuò a inviare a Roma l'Obolo di San Pietro, una donazione annuale di 300 marchi, ed emise un'ordinanza, secondo la quale gli ecclesiastici dovevano amministrare la giustizia separatamente dai laici.

### IlDomesday Book

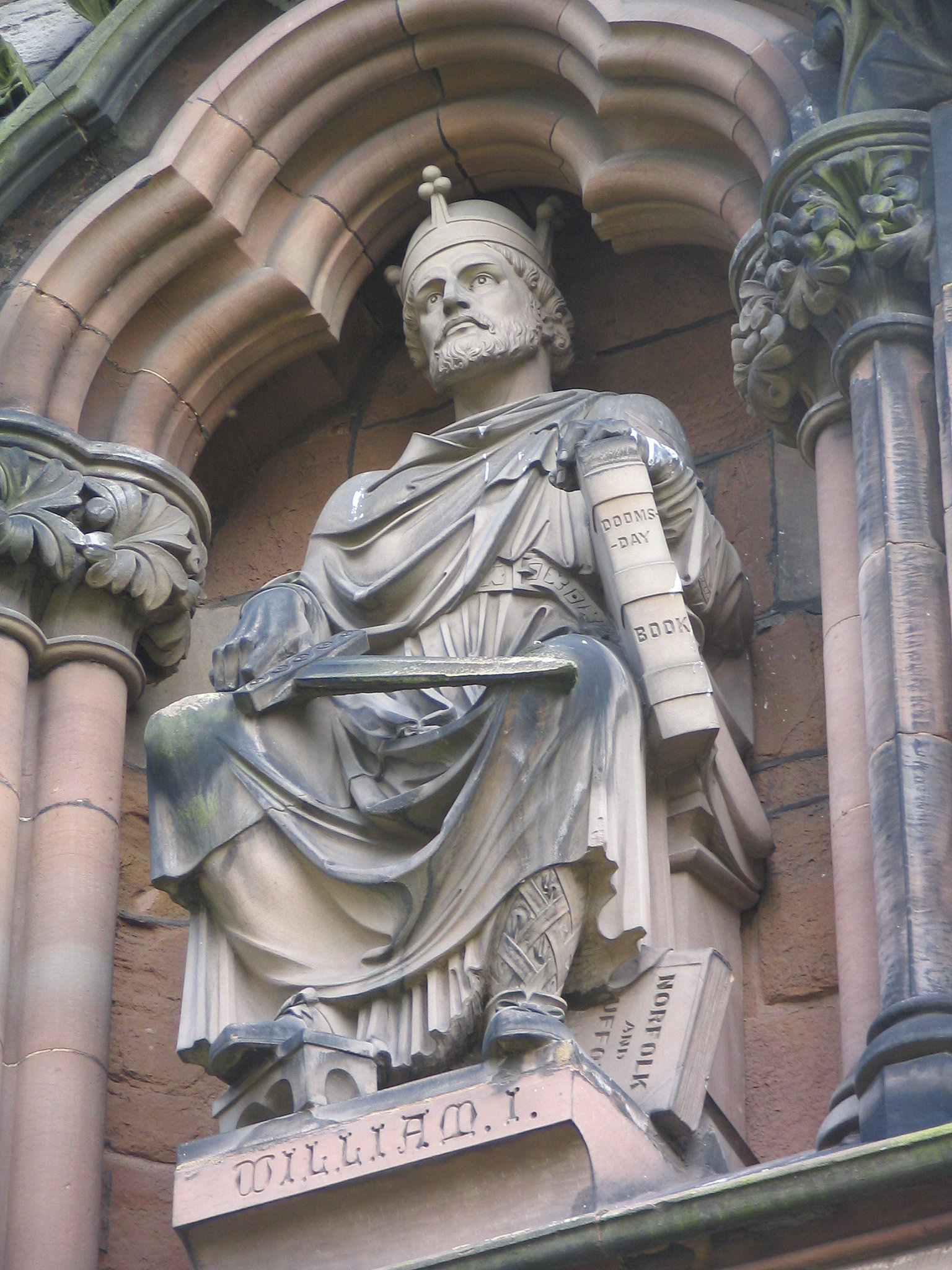
Statua del periodo Vittoriano di Guglielmo I, con il Domesday Book sul fronte ovest della cattedrale di Lichfield.

L'elemento innovativo che Guglielmo portò in Inghilterra fu il censimento delle proprietà fondiarie, beni immobiliari, del bestiame, del numero dei vassalli e dei contadini, da cui scaturì la riscossione di tasse utilizzabili in imprese militari, il rafforzamento del legame fra centro e periferia e la frammentazione e la ripartizione dei possedimenti, con lo scopo di ridurre la forza e l'autonomia dei Baroni. I dati furono raccolti nel Domesday Book, una specie di registro catastale, scritto in latino sulla base di dichiarazioni giurate nei tribunali delle Contee, previa divisione dello Stato in otto circondari, il cui esame reddituale venne svolto da aristocratici, provenienti da zone diverse, e i cui risultati venivano elaborati a Winchester e conservati nel Tesoro.
Vennero fatte modifiche anche in ambito religioso: Guglielmo restò indifferente ai tradizionali rapporti d'investitura, respinse ogni soggezione del papa Gregorio VII, rifiutando di prestare atto di fedeltà come vassallo papale; rimpiazzò l'episcopato anglosassone con clero normanno fedele alla Corona; favorì la riforma cluniacense, e regolò le proprietà ecclesiali in base al diritto canonico; incoraggiò lo studio e costruì molte cattedrali, per cui Gregorio VII non ritenne mai di sfidare Guglielmo apertamente.

### Ultimi anni
Pacificata l'Inghilterra, nel 1073, Guglielmo fece ritorno in Normandia e si spinse nel Maine dove, nel 1069, i nobili, sostenuti dal conte d'Angiò, Folco IV il Rissoso, avevano cacciato i Normanni dalla contea del Maine offrendola a Gersenda, che, dopo la morte della sorella Biota, era la legittima erede, che, col marito Alberto Azzo divennero conte e contessa del Maine. Guglielmo invase il Maine anche con truppe inglesi e arrivò con facilità a Le Mans. L'occupazione normanna della contea non fu mai completa, perché il conte d'Angiò continuò a supportare ogni rivolta e ribellione, intervenendo anche in prima persona, sino a che, nel 1081, fu raggiunto un accordo secondo cui la contea del Maine veniva tolta a Ugo V del Maine e concessa a Roberto, che a sua volta prestava omaggio feudale come suo signore a Folco IV d'Angiò.
L'accordo durò poco e molti visconti si ribellarono e praticamente la maggior parte della contea ritornò nelle mani di Ugo V che godeva della protezione angioina.
Malgrado la pace, nel suo regno i nemici di Guglielmo I, erano sempre in agguato: Filippo I di Francia vide di malocchio la crescita di potere del Sovrano inglese e a detta del cronista e monaco benedettino inglese, Matteo di Parigi, fu Filippo I a eccitare Roberto, il figlio primogenito di Guglielmo, contro il padre, che non esaudiva le richieste di Roberto, mentre Guglielmo di Malmesbury ricorda Roberto come colui che eccitò il re di Francia, Filippo I contro suo padre Guglielmo (he excited Philip king of France against his father).
Quando, nel 1076, Roberto, rivendicando l'eredità, si ribellò, Filippo I lo accolse e, tra il 1077 e il 1078, gli affidò la fortezza di Gerberoy, sulla frontiera tra la contea francese di Beauvais e la Normandia.
Comunque, nel 1079, il disubbidiente venne assediato dal padre, ora alleato di Filippo I e, in una battaglia nel gennaio 1079, Roberto disarcionò Re Guglielmo in combattimento e riuscì a ferirlo, fermando il suo attacco solo quando riconobbe la voce del padre. Secondo Louis Halphen, durante una sortita condotta da Roberto, il padre fu disarcionato, mentre il fratello, Guglielmo il Rosso venne ferito e l'esercito anglo-normanno, messo in fuga. Umiliato, Re Guglielmo, dietro la promessa di sottomissione di Roberto tolse l'assedio e tornò a Rouen, con l'impegno di lasciargli la Normandia, alla sua morte. Questo avvenimento fece molto scalpore, e, alla fine, Roberto dovette sottomettersi e l'autorità di Guglielmo venne confermata al Concilio di Lillebonne del 1080, quando al Papa venne sottratto tutto il controllo sulla gerarchia ecclesiale. E dopo la riconciliazione della Pasqua del 1080 Roberto tornò a vivere alla corte del padre.

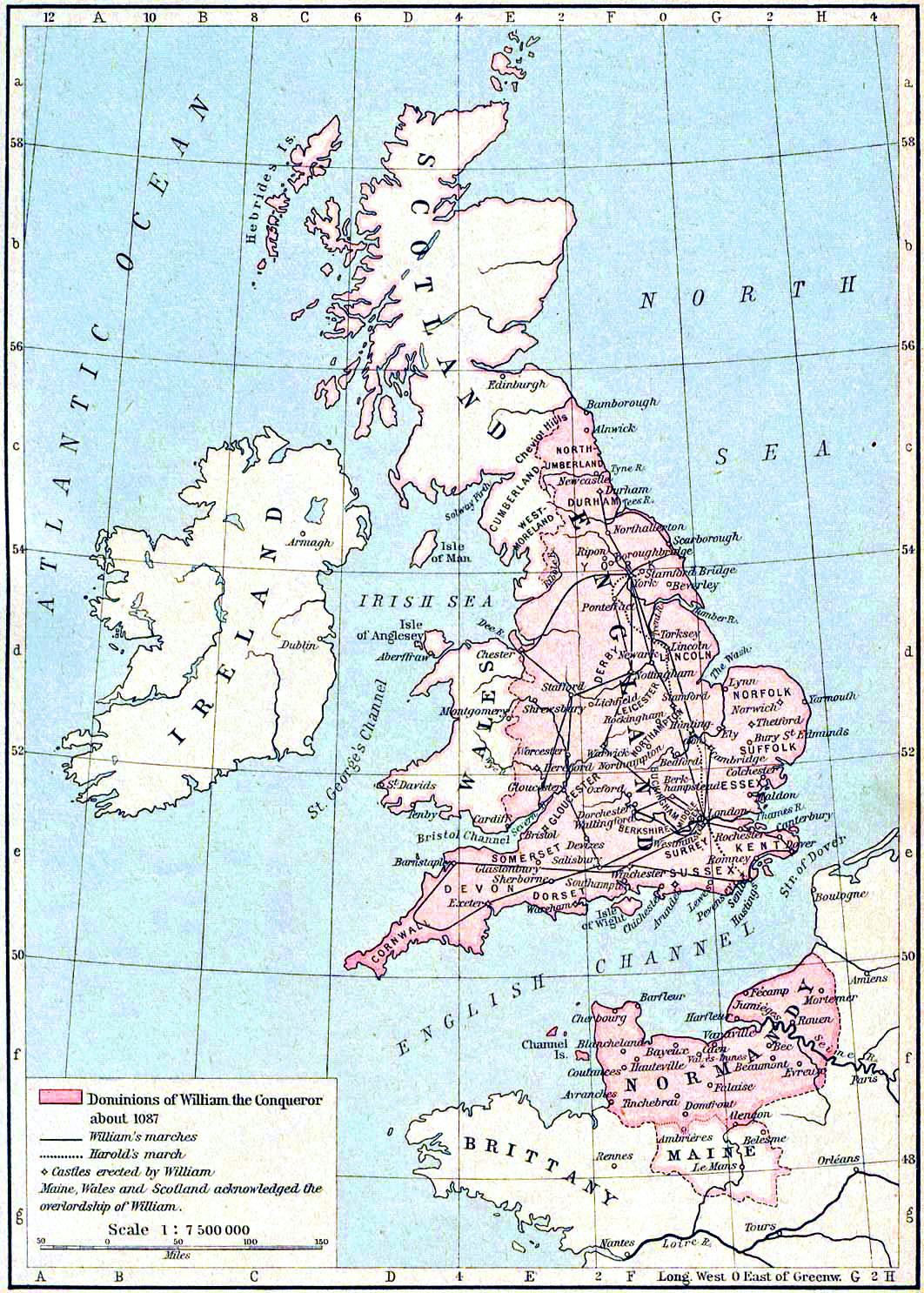
I possedimenti di Guglielmo, nel 1087.

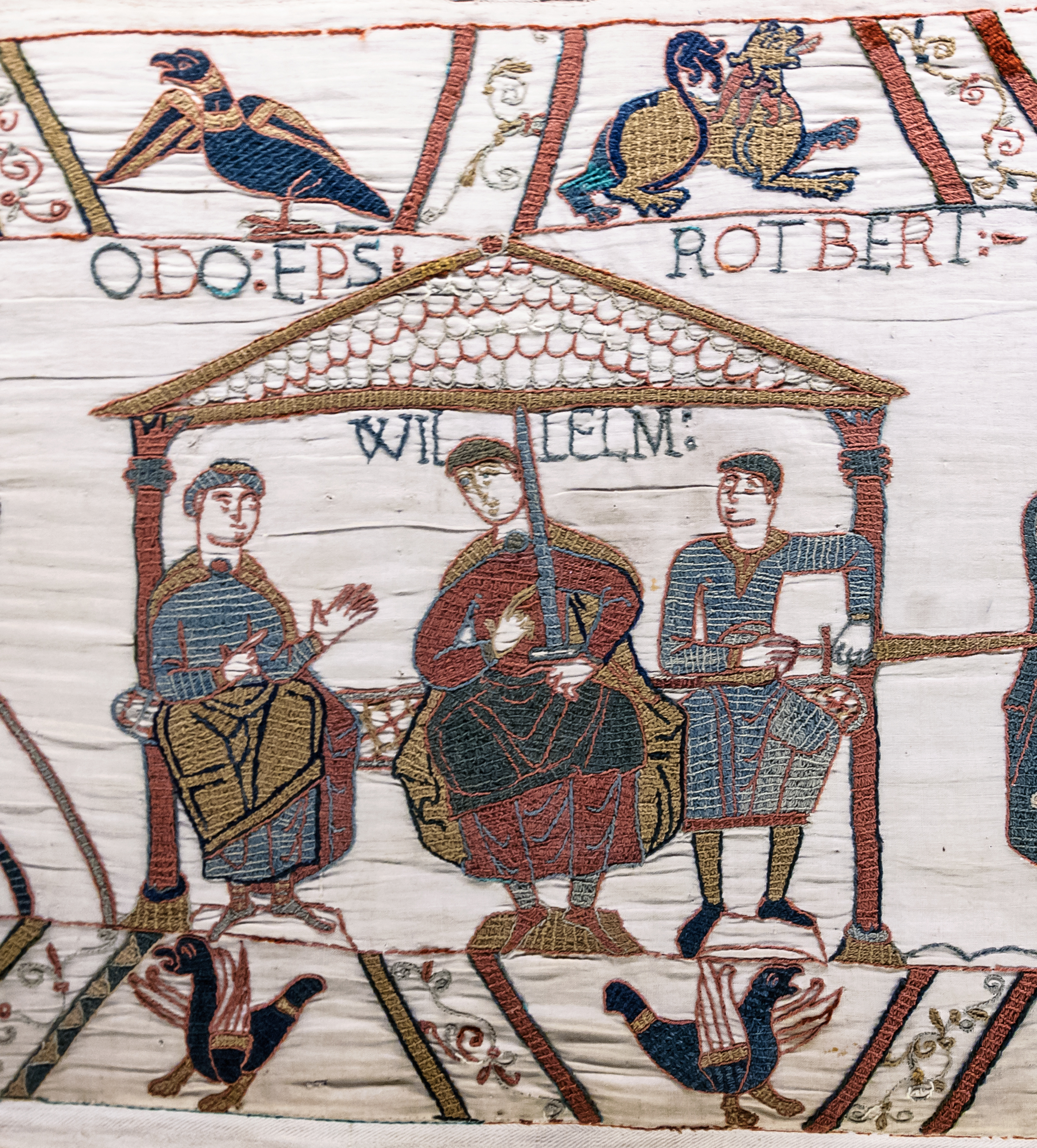
Guglielmo il Conquistatore, con i suoi fratellastri, alla destra, Oddone di Bayeux e alla sinistra, Roberto di Mortain, arazzo di Bayeux.

Ma, nel 1082, sorse una disputa tra Guglielmo e il suo fratellastro, Oddone, ora anche conte di Kent, la più ricca delle contee inglesi, che si risolse con l'arresto di Oddone, che rimase in carcere, a Rouen, sino alla morte di Guglielmo (Oddone, che per i suoi servizi, era stato ripagato con una notevole quantità di feudi in diverse contee inglesi e, nella compilazione del Domesday Book, a Oddone risultarono assegnate 439 manors (signorie), in diverse contee. Praticamente Oddone governava buona parte del sud est dell'Inghilterra). Le ragioni della disputa non sono note, qualcuno disse per l'ambizione di Oddone che pur godeva della piena fiducia del fratellastro (secondo Orderico Vitale, Oddone faceva ingenti donazioni a Roma, con l'ambizione di essere eletto papa); altri dissero che all'origine della disputa vi fosse l'ostilità che Oddone provava per l'Arcivescovo di Canterbury, Lanfranco; ma altri ancora dissero per la cupidigia di Guglielmo che da quel momento pose sotto sequestro le grosse rendite inglesi di Oddone, che da quando era conte di Kent, la più ricca delle contee inglesi, era diventato molto ricco e potente, secondo solo al fratellastro Guglielmo (sempre Orderico Vitale, in un altro passo sostiene che era geloso della ricchezza del fratellastro) e, dapprima, lo fece relegare sull'isola di Wight.
Che Guglielmo con l'avanzare dell'età fosse diventato avido lo sostennero anche i cronisti suoi contemporanei ed è dimostrato dal fatto che non volle mai riconoscere al figlio Roberto (un poco spendaccione) una posizione e un reddito adeguati alle sue aspettative, poi, nel 1083, triplicò le tasse senza un motivo plausibile, e infine, nel 1086, ordinò la compilazione del Domesday Book. Ciò lo portò ad avere a disposizione un'enorme ricchezza che, quantificata in 179 miliardi di euro attuali, lo pone come uno degli uomini più ricchi della storia.
Durante il regno di Guglielmo il conquistatore fu favorita l'immigrazione degli Ebrei, che continuarono a trovare rifugio in Inghilterra anche con suo figlio, Guglielmo il Rosso.
Nel 1083 morì Matilde, e Roberto il Corto lasciò per sempre la corte del padre. Sostenuto da Filippo I di Francia, Roberto stimolò l'opposizione baronale normanna, che durò fino a tutto il 1084, costringendo il padre a durissime ritorsioni contro la Francia, tra cui, nel 1087, poco prima di morire, la conquista e l'incendio della città di Mantes. Guglielmo aveva attraversato La Manica per attaccare il Vexin francese e dopo l'impresa di Mantes contemplava il rogo seduto in sella al suo cavallo, quando all'improvviso fu disarcionato e, nella caduta, si infortunò gravemente con il pomolo della sella. Fu subito trasportato a Rouen dove morì di peritonite, il 9 settembre del 1087, nel Convento di San Gervasio, vicino a Rouen, in seguito alle ferite riportate; secondo il Florentii Wigorniensis Monachi Chronicon, Tomus II Guglielmo, prima del 15 agosto, entrò con l'esercito in territorio francese, occupò e incendiò la città di Mantes, quindi rientrò in Normandia; durante il ritorno accusò dolori al ventre che di giorno in giorno si aggravavano sempre più e quando sentì la morte imminente, diede disposizioni affinché tutti coloro che erano stati imprigionati sia in Inghilterra sia in Normandia (incluso il fratellastro Oddone) fossero rilasciati e che il regno d'Inghilterra andasse a suo figlio, Guglielmo, mentre il ducato di Normandia, andasse al figlio primogenito Roberto che era esule in Francia; anche Orderico Vitale ricorda che Guglielmo il Conquistatore, in punto di morte, riconobbe che il Ducato di Normandia doveva essere affidato a Roberto il Corto, nonostante il suo comportamento irriguardoso e lasciò inoltre scritto a Lanfranco, Arcivescovo di Canterbury, che il Regno d'Inghilterra andasse al suo figlio maschio terzogenito, Guglielmo il Rosso; infine il The Chronicles of Florence of Worcester with two continuations, conferma che Oddone, vescovo di Bayeux, fratellastro di Guglielmo, con tanti altri che erano stati incarcerati, fu liberato, per ordine di Guglielmo il Conquistatore, che dispose che il figlio primogenito, Roberto, ottenesse il titolo di duca di Normandia, mentre il regno d'Inghilterra andasse al secondogenito, Guglielmo II il Rosso. Questa disposizione paterna di lasciare il regno d'Inghilterra al figlio più giovane, in una nota a margine, fa dire a Matteo di Parigi, che Roberto perse la primogenitura, paragonandolo a Esaù. Pare che quando Guglielmo era sul letto di morte, il fratellastro, Roberto di Mortain, conte di Cornovaglia, ottenesse la liberazione del proprio fratello e fratellastro di Guglielmo, Oddone, vescovo di Bayeux e nella stessa occasione perorò la causa del nipote, Roberto II il Corto, che era in esilio, per fargli avere la contea di Normandia.
Le spoglie di Guglielmo vennero seppellite nella chiesa di Santo Stefano a Caen, che lo stesso Guglielmo aveva fatto erigere. Il luogo di sepoltura viene confermato anche dalla Brevis Relatio de Origine Willelmi Conquestoris. A causa di un incendio divampato all'interno della chiesa e di una contesa con il vecchio proprietario del terreno dove sorgeva la Chiesa, il quale vantava crediti non saldati, le esequie furono ritardate di molte settimane; la salma, piena di gas, dovuti alla putrefazione, e di pus, per via della peritonite, pressata per metterla nella bara, "esplose" tra l'orrore ed il disgusto dei presenti.
Il corpo del re non ebbe pace: i suoi resti furono riesumati nel 1522 su ordine del papato; nel 1562, durante le guerre di religione in Francia, la sua tomba fu completamente distrutta; la lapide venne rifatta nel 1642 e nuovamente distrutta durante la rivoluzione. Queste profanazioni provocarono non solo danni ma dispersero le ossa, di cui rimase solo un femore.
Finalmente nel XIX secolo fu riposta una lapide in marmo con iscrizioni in latino nel pavimento della chiesa.

## Discendenza

Albero genealogico (in inglese). I duchi di Normandia che precedettero Guglielmo il Conquistatore furono:
- Rollo 846-931 = Rollone "il Camminatore", *William I Longsword d. 942 = Guglielmo Lungaspada, *Richard I "the Fearless" d. 996 = Riccardo Senza Paura, *Richard II "the Good" d. 1026 = Riccardo il Buono, *Richard III, d.1027 = Riccardo III di Normandia,
- Robert I "the Magnificent" d. 1035 = Roberto il Magnifico.
Mentre i figli di Guglielmo il Conquistatore furono:
- Robert II "Curthose" d. 1134 = Roberto il Corto o Cortacoscia, duca di Normandia, *William II "Rufus" d.1100 = Guglielmo II Rufus (il Rosso), re d'Inghilterra, *Henry I "Beauclerc" d. 1135 = Enrico Beauclerc (il chierico), re d'Inghilterra e poi anche duca di Normandia.

Guglielmo sposò Matilde delle Fiandre (1032 - 1083), bisnipote di Ugo Capeto, dalla quale ebbe nove figli:
- Robert Curthose[90](c. 1052 - 1134), duca di Normandia;
- Adeliza, o Alice o Adelaide[47] (1055 - dopo il 1066), monaca, dopo essere stata promessa ad Harold Godwin(e)son o Aroldo, Conte di Wessex[47];
- Riccardo[35] (ca. 1055 - ca. 1081), duca di Bernay in Normandia, morì andando a caccia, nel sud dell'Inghilterra, così come sarebbe accaduto a suo fratello, Guglielmo, circa vent'anni dopo[91];
- Cecilia[35] (ca.1056 - 30 luglio 1126), badessa a Caen[47];
- Guglielmo II[35] (1056 - 1100), re d'Inghilterra[92];
- Costanza[47] (1061 - 13 agosto 1090, la cui morte è attribuita dalla tradizione al veleno[93]), moglie di Alano IV di Bretagna, duca di Bretagna[94] con il quale non ebbe figli. Il marito Alano IV di Bretagna l'aveva avuta in sposa perché Guglielmo I d'Inghilterra sperava così di non inimicarselo nel conflitto bretone-normanno che si era generato a causa del supporto di Guglielmo ai ribelli bretoni che si erano rivoltati contro il padre di Alano. Nel 1096 quest'ultimo partì per la Prima crociata da dove ritornò alcuni anni dopo e, nel 1115 circa si fece frate e si ritirò nel convento di Redon, dove rimase sino alla morte avvenuta nel 1119.
- Adele[93] (1062 - 8 marzo 1137), sposò, nel 1084, di Stefano Enrico, conte di Blois[95];
- Agata[93] (1064 - 1079), promessa ad Alfonso VI, Re di León, e futuro re di Galizia e re di Castiglia[93]; poi fu fidanzata a Simone di Crépy, conte del Vexin, che era stato allevato alla corte di Guglielmo e Matilde delle Fiandre, di cui era parente[96]; Simone ringraziò ma fece presente la consanguineità[96]. Infine, per quel che riguarda l'eventuale fidanzamento di Agata con Roberto il Guiscardo non vi sono altre testimonianze e, secondo la professoressa Elisabeth Van Houts, si tratta di una leggenda[97].
- Enrico I[35] (settembre 1068 - 1º dicembre 1135), re d'Inghilterra.

Altre due figlie furono attribuite a Guglielmo e Matilde:
- Gundred (1053 - 27 maggio 1085), sposò Guglielmo I di Warenne, signore del Surrey;
- Matilde (ca. 1064), elencata tra le suore con madre Matilde e le sorelle Adeliza e Costanza, secondo gli Obituaires de Sens Tome II, senza indicare l'anno, Matilde (Mathildis filia Willelmi regis Anglorum) morì il 26 aprile (VI Kal. Maii.)[98].

ma mentre Gundred non sarebbe loro figlia, Matilde sarebbe da identificare con Agata.
Curiosamente, un ramo della sua famiglia si è trasmesso fino ai giorni nostri: infatti, l'attrice americana Courteney Cox ha scoperto di appartenere alla 27ª generazione discendente dal re anglosassone, come confermato nella nona stagione del programma televisivo americano Who Do You Think You Are?.

## Ascendenza
|                           |   |                             | Genitori            |  |  | Nonni |  |  | Bisnonni                |  |  | Trisnonni                |  |
|                           |   |                             |                     |  |  |       |  |  | Riccardo I di Normandia |  |  | Guglielmo I di Normandia |  |
|                           |   |                             |                     |  |  |       |  |  | Riccardo I di Normandia |  |  | Guglielmo I di Normandia |  |
|                           |   | Sprota                      |                     |  |  |       |  |  | Riccardo I di Normandia |  |  |                          |  |
| Riccardo II di Normandia  |   |                             |                     |  |  |       |  |  | Riccardo I di Normandia |  |  |                          |  |
|                           |   | Gunnora di Normandia        | …                   |  |  |       |  |  |                         |  |  |                          |  |
|                           |   | Gunnora di Normandia        | …                   |  |  |       |  |  |                         |  |  |                          |  |
|                           |   | Gunnora di Normandia        | …                   |  |  |       |  |  |                         |  |  |                          |  |
| Roberto I di Normandia    |   | Gunnora di Normandia        |                     |  |  |       |  |  |                         |  |  |                          |  |
|                           |   | Conan I di Bretagna         | Judicael Berengario |  |  |       |  |  |                         |  |  |                          |  |
|                           |   | Conan I di Bretagna         | Judicael Berengario |  |  |       |  |  |                         |  |  |                          |  |
|                           |   | Conan I di Bretagna         | Gerberga            |  |  |       |  |  |                         |  |  |                          |  |
| Giuditta di Bretagna      |   | Conan I di Bretagna         |                     |  |  |       |  |  |                         |  |  |                          |  |
|                           |   | Ermengarde-Gerberga d'Angiò | Goffredo I d'Angiò  |  |  |       |  |  |                         |  |  |                          |  |
|                           |   | Ermengarde-Gerberga d'Angiò | Goffredo I d'Angiò  |  |  |       |  |  |                         |  |  |                          |  |
|                           |   | Ermengarde-Gerberga d'Angiò | Adele di Troyes     |  |  |       |  |  |                         |  |  |                          |  |
| Guglielmo I d'Inghilterra |   | Ermengarde-Gerberga d'Angiò |                     |  |  |       |  |  |                         |  |  |                          |  |
|                           | … | …                           |                     |  |  |       |  |  |                         |  |  |                          |  |
|                           | … | …                           |                     |  |  |       |  |  |                         |  |  |                          |  |
|                           | … | …                           |                     |  |  |       |  |  |                         |  |  |                          |  |
| Fulbert di Falaise        | … |                             |                     |  |  |       |  |  |                         |  |  |                          |  |
|                           |   | …                           | …                   |  |  |       |  |  |                         |  |  |                          |  |
|                           |   | …                           | …                   |  |  |       |  |  |                         |  |  |                          |  |
|                           |   | …                           | …                   |  |  |       |  |  |                         |  |  |                          |  |
| Herleva                   |   | …                           |                     |  |  |       |  |  |                         |  |  |                          |  |
|                           |   | …                           | …                   |  |  |       |  |  |                         |  |  |                          |  |
|                           |   | …                           | …                   |  |  |       |  |  |                         |  |  |                          |  |
|                           |   | …                           | …                   |  |  |       |  |  |                         |  |  |                          |  |
| Duda                      |   | …                           |                     |  |  |       |  |  |                         |  |  |                          |  |
|                           |   | …                           | …                   |  |  |       |  |  |                         |  |  |                          |  |
|                           |   | …                           | …                   |  |  |       |  |  |                         |  |  |                          |  |
|                           |   | …                           | …                   |  |  |       |  |  |                         |  |  |                          |  |
|                           |   | …                           |                     |  |  |       |  |  |                         |  |  |                          |  |

### Fonti primarie
- (LA)  Scriptores rerum gestarum Willelmi Conquestoris, Gesta Willelmi.
- (LA)  The Anglo-Saxon Chronicle[collegamento interrotto].
- (LA)  Scriptores rerum gestarum Willelmi Conquestoris.
- (LA)  Rerum Gallicarum et Francicarum Scriptores, tomus XII.
- (LA)  Florentii Wigorniensis monachi Chronicon, Tomus II.
- (EN)  The Chronicles of Florence of Worcester with two continuations.
- (LA)  Chronique de Robert de Torigni, abbé du Mont-Saint-Michel, vol I.
- (LA)  Monumenta Germanica Historica, tomus XV. Pars II.
- (LA)  Monumenta Germaniae Historica, Scriptores, tomus IX.
- (LA)  Monumenta Germaniae Historica, Scriptores, tomus XIII.
- (LA)  Monumenta Germanica Historica, tomus XXIII.
- (LA)  Ordericus Vitalis, Historia Ecclesiastica, vol. II.
- (LA)  Ordericus Vitalis, Historia Ecclesiastica, vol. III, liber VI - IX.
- (LA)  Ordericus Vitalis, Historia Ecclesiastica, vol. II, liber III - V.
- (LA)  Ordericus Vitalis, Historia Ecclesiastica, vol. IV, liber X - XIII.
- (LA)  Ordericus Vitalis, Historia Ecclesiastica, vol. unicum.
- (EN)  The ecclesiastical history of England and Normandy, vol. III.
- (LA)  Matthæi Parisiensis, monachi Sancti Albani, Chronica majora, vol I.
- (LA)  Obituaires de Sens Tome II.
- (LA)  Rodulfus Glaber Cluniacensis: Historiarum Sui Temporis Libri Quinque.
- (EN)  Chronicle of the Kings of England: From the Earliest Period to the Reign, of king William's children.
- (LA)  Historiæ Normannorum Scriptores Antiqui.

### Letteratura storiografica
- Louis Halphen, La Francia dell'XI secolo, cap. XXIV, vol. II (L'espansione islamica e la nascita dell'Europa feudale) della Storia del Mondo Medievale, 1999, pp. 770–806.
- Caroline M. Riley, L'imperatore Enrico III, cap. VIII, vol. IV (La riforma della chiesa e la lotta fra papi e imperatori) della Storia del Mondo Medievale, 1999, pp. 193–236.
- William John Corbett, L'Inghilterra dal 954 alla morte di Edoardo il Confessore, cap. X, vol. IV (La riforma della chiesa e la lotta fra papi e imperatori) della Storia del Mondo Medievale, 1999, pp. 255–298.
- E.W. Watson, Lo sviluppo dell'organizzazione ecclesiastica e le sue basi economiche, cap. X, vol. V (Il trionfo del papato e lo sviluppo comunale) della Storia del mondo medievale, 1999, pp. 425–460.
- William John Corbett, L'evoluzione del ducato di Normandia e la conquista normanna dell'Inghilterra, cap. I, vol. VI (Declino dell'impero e del papato e sviluppo degli stati nazionali) della Storia del Mondo Medievale, 1999, pp. 5–55.
- Cecil Roth, Gli ebrei nel Medioevo, cap. XXII, vol. VI (Declino dell'impero e del papato e sviluppo degli stati nazionali) della Storia del Mondo Medievale, 1999, pp. 848–883.
- C.H. Mc Ilwain, Le classi sociali nel medioevo, cap. XXIII, vol. VI (Declino dell'impero e del papato e sviluppo degli stati nazionali) della Storia del Mondo Medievale, 1999, pp. 884–938.
- Michel De Boüard, Guglielmo il Conquistatore, Salerno Editrice, Roma 1989.